# Toengoezische talen

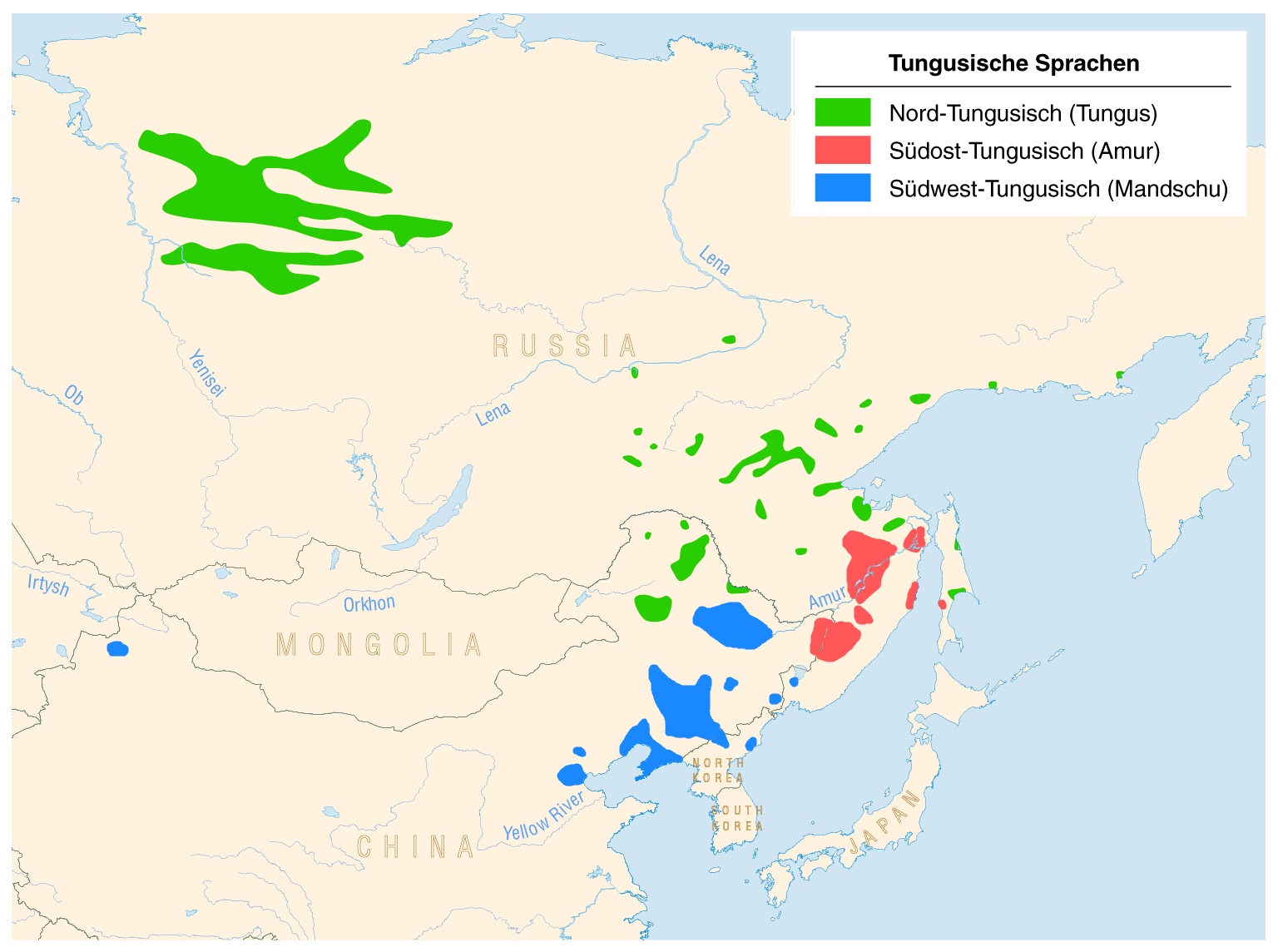

De Toengoezische talen (ook bekend als Mantsjoe-Toengoezisch)  vormen een primaire taalfamilie gesproken door de Toengoezische volkeren in Oost-Siberië en Mantsjoerije.
In het verleden werden ze ingedeeld bij een hypothetische Altaïsche taalfamilie, waartoe ook de Turkse en de Mongoolse talen gerekend werden.
Zowel de Toengoezische, de Turkse als de Mongoolse talen, maar ook het Koreaans en het Japans, het Hongaars en het Fins (maar niet het Ests) vertonen klinkerharmonie, dit is – het woord spreekt voor zich – het verschijnsel dat klinkers in een woord harmoniëren. 
Wat de Toengoezische talen in Mantsjoerije betreft is er een verdeling in Noord- en Oost-Toengoezische talen. Tot de noordelijke tak behoren onder andere het Evenks, Orotsjisch en de dialecten van Sachalin; tot de zuidelijke tak behoren het Jürched (Mantsjoe), Gold en Oroks. Al deze talen vertonen een groot aantal leenwoorden uit de Turkse en Mongoolse talen. Dit wijst op een langdurig en nauw contact tussen Mantsjoerije en Mongolië.